# Ă
Ă (hoofdletter) of ă (kleine letter) (a-breve) is een letter die wordt gebruikt in het Roemeens en het Vietnamees schrift. Deze letter wordt frequent verward met ǎ (a-haček), de ă (breve) wordt, in tegenstelling tot de ǎ (haček), niet gebruikt in het pinyin (de romanisatie van het Mandarijn).

## Roemeens
In het Roemeens geeft de ă de sjwa weer; dit is in het Roemeens echter een volwaardige klinker: in tegenstelling tot in het Engels of Frans, maar net zoals in het Afrikaans of Bulgaars kan de ă worden beklemtoond. Er bestaan woorden waarin de ă de enige klinker is, zoals "măr" /mər/ (appel) of "văd" /vəd/ ((ik) zie; (zij) zien). Voorbeelden van grotere woorden waarin de ă beklemtoond is, zijn "cărțile" /'kər.ʦi.le/ (de boeken) en "odăi" /o'dəj/ (kamers).

## Vietnamees
In het Vietnamees staat de letter voor een korte a. Net zoals in het Roemeens, is de ă de tweede letter van het alfabet.